# Inmueble de conservación histórica
Un Inmueble de Conservación Histórica (ICH) es una característica aplicada por las Municipalidades de Chile, a través de sus planos reguladores, a aquellos lugares o edificaciones que sean consideradas como patrimoniales, históricas, relevantes e importantes para la cultura de la localidad, sin necesidad de que estas hayan sido declaradas como Monumentos nacionales de Chile, con el fin de proteger a la construcción de posibles futuras demoliciones o modificaciones arquitectónicas.
La Ley General de Urbanismo y Construcciones estipula:

El Plan Regulador señalará los terrenos que por su especial naturaleza y ubicación no sean edificables. Estos terrenos no podrán subdividirse y sólo se aceptará en ellos la ubicación de actividades transitorias, manteniéndose las características rústicas del predio. Entre ellos se incluirán, cuando corresponda, las áreas de restricción de los aeropuertos.
    Igualmente, el Plan Regulador señalará los inmuebles o zonas de conservación histórica, en cuyo caso los edificios existentes no podrán ser demolidos o refaccionados sin previa autorización de la Secretaría Regional de Vivienda y Urbanismo correspondiente.
    Todo instrumento de planificación territorial deberá incluir los humedales urbanos existentes en cada escala territorial en calidad de área de protección de valor natural, para efectos de establecer las condiciones bajo las que deberán otorgarse los permisos de urbanizaciones o construcciones que se desarrollen en ellos.
Decreto Fuerza de Ley 458, Artículo 60